# Lunge
Lunge var en uradlig dansk ätt som härstammade från Själland och är känd från 1268 och som tillhörde de mest framträdande medeltida adelsätterna. Danmarks Adels Aarbog 1891 skriver att få släkter har intagit en så utmärkt plats i den danska adelens historia som de så kallade "gamla Lunge'r". Detta beror dock mindre på rikedom och sociala rykte, även om under en kort tid, från 1350 till ca. 1450, bidrog familjen med en hel del framstående män, dock det faktum att dess sista kvinnliga ättlingar blev stammöder till flera av de mest talrika och mest respekterade släkter, härunder Bille, Brahe, flera adelsätter Krabbe, de nya Lunge'r, och det kan därmed hävdas indirekt till nästan hela 16:e och 17:e århundradet dansk adel.

## Historia
Den först kände stamfadern är Oluf Lunge, som nämns 1268, var 1287 fogde för Roskilde biskopen Niels Jakobsen (Ulfeldt) i Bjernede och Fodby, och nämns igen 1288 när han handlade gods till Sankta Klara Kloster i Roskilde för fröken Agnes, kung Erik Plogpenning:s dotter, som kallar honom sin vän. Oluf Lunge var död år 1302 och hans son Oluf Olufsen Lunge, (död cirka 1321) var fader till riksråden Oluf Olufsen Lunge, till Mosegård (-1386), Ellene Olufsdatter Lunge, till Bjernede (död efter 1383), som gifte sig med Evert Moltke (-1367), och Jacob Olufsen Lunge, till Højstrup (-före 1387), bland vars barn måste nämnas Niels Jacobsen Lunge till Sørup som blev biskop i Strängnäs (nämnd 1385 och 1408), och rikrådet Ove Jacobsen Lunge till Nielstrup (-före 1458), som satte sitt sigill till freden i Vordingborg 1435 mellan unionskungen Erik av Pommern och Adolf VIII av Holstein. Samma år nämns Ove Jacobsen i Stockholm där Erik blev åter erkänd som kung i Sverige mot löfte att bättre sköta sina plikter, och här som först blandt de väpnare som beseglade det slutliga avtalet. 1438 var han med att kalla hertig Kristofer som unionskung, och 1439 bland dem som gav upp kung Erik deras trohet och lydnad.
I början av 1300-talet nämns en "jungfru" Lunge som mor till två utom äktenskapliga barn till kung Kristoffer II, Regitze Christoffersdatter Løvenbalk, gift med Peder Stigsen Krognos till Krapperup, och Erik Christoffersen Løvenbalk.
Ove Jacobsen Lunge var far till Sidsel (-1503) till Egede och Nielstrup, gift med riksrådet Torbern Bille till Allinde och Svanholm (död 1465), Ellen, som gifte sig med Axel Lagesen Brock till Clausholm (c.1425-1498) och riddaren Tyge Ovesen till Basnæs (1399-1460), som var fader till Maren Tygesdatter till Tostrup (1430-1521), gift med riksrådet Axel Brahe till Krageholm (-1487), Elsebe (nämnd 1512), som gifte sig med Mogens Krabbe af Østergaard till Bustrup (-1486) och Kirsten (c.1450-1529), som i sin äktenskap med Vincents Iversen Dyre till Tirsbæk (1432-död efter 1497) blev stammor till den nya ätten Lunge.
Vincents antog släktnamnet Lunge efter hustruns släkt och hans son Vincents Vincentsen Lunge (Dyre) till Lundestad och Lungegaarden blev en av de mer kända namnen i släkten. En annan känd medlem av den nya ätten var riksmarsk Jørgen Lunge (Dyre), till Odden, Birkelse och Hessel (1577–1619), som var länsherre över Bohus län 1613-18.
Ätten utslocknade på svärdssidan mellan 1473 och 1475 med riddaren Oluf Olufsen Lunge, sonson till riksrådet Anders Olufsen Lunge (död 1408). Den nya släkten Lunge dog ut 1637 med Ove Lunge (född 1613).